# Thyles Rupes
Thyles Rupes és una formació geològica de tipus rupes a la superfície de Mart, localitzada amb el sistema de coordenades planetocèntriques a -64.56 ° latitud N i 141.51 ° longitud E, que fa 548.75 km de diàmetre. El nom va ser aprovat per la UAI l'any 1985 i fa referència a una característica d'albedo. Va canviar el nom d'Ultimi Cavi i Thyles Chasma a Thyles Rupes.